# Jane Cunningham Croly
Jane Cunningham Croly, född 1829, död 1901, var en amerikansk journalist. 
Hon är inkluderad i National Women's Hall of Fame. 